# 中华牌轿车
中华是华晨汽车集团控股有限公司旗下的两个整车类品牌之一，目前只用于生产6人以下乘用车（轿车）。与另一品牌金杯相互补充。

## 品牌历史
最初由仰融建立的华晨控股建立。

## 主要系列

### 中华骏捷
- 骏捷
- 骏捷FRV

一款两厢掀背轿车，排量1.3或者1.5升。
- 骏捷FSV
- 骏捷Wagon
- 骏捷CROSS